# Hubbathala
Hubbathala es una  ciudad censal situada en el distrito de Nilgiris en el estado de Tamil Nadu (India). Su población es de 10852 habitantes (2011). Se encuentra a 11 km de Udhagamandalam y a 48 km de Coimbatore.

## Demografía
Según el censo de 2011 la población de Hubbathala era de 10852 habitantes, de los cuales 5235 eran hombres y 5617 eran mujeres. Hubbathala tiene una tasa media de alfabetización del 87,72%, superior a la media estatal del 80,09%: la alfabetización masculina es del 94,47%, y la alfabetización femenina del 81,50%.